# 2月30日

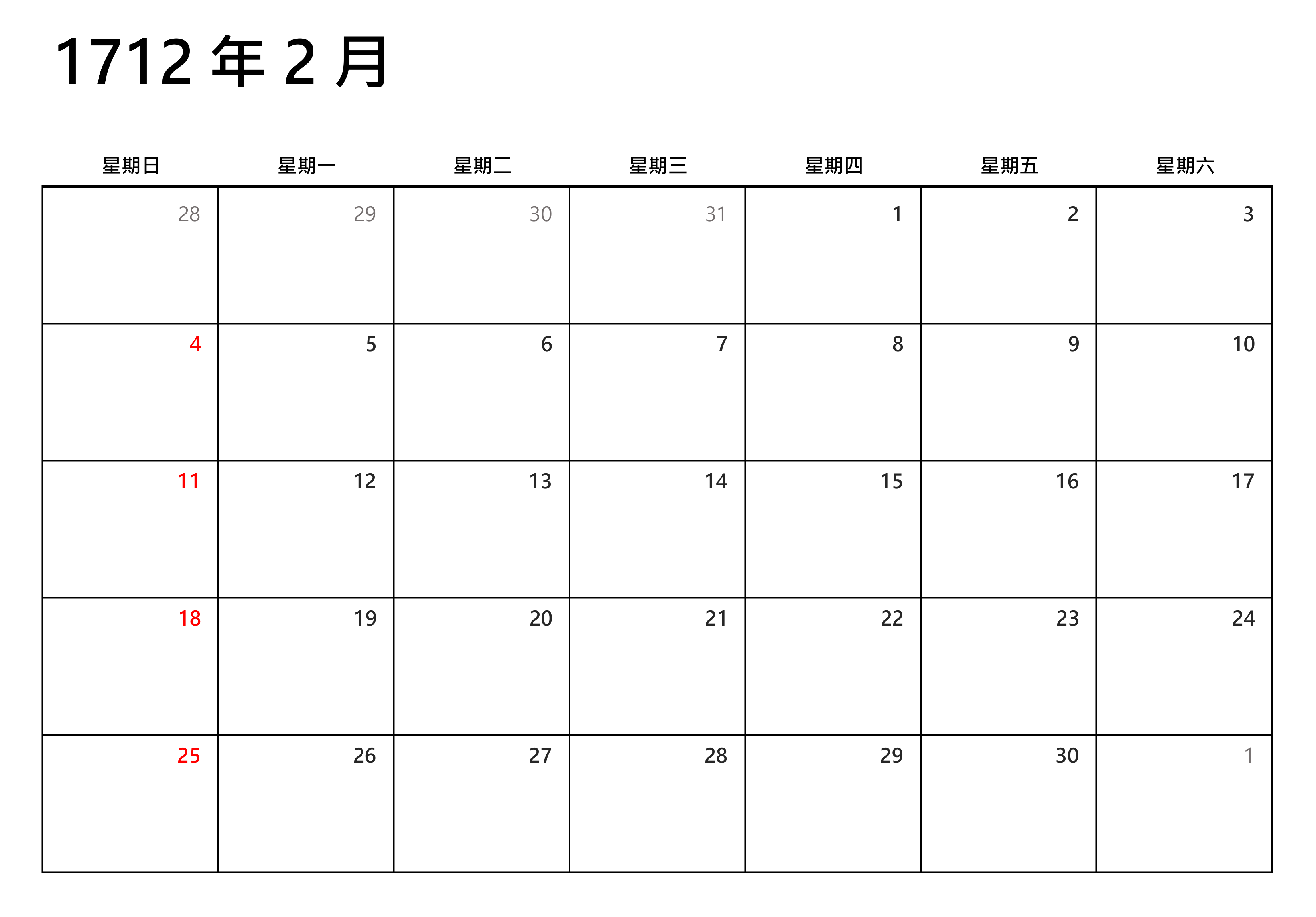
瑞典曆中的1712年2月30日

2月30日是一個不存在於格里曆的日子，而格里曆中的2月只有28日（闰年時為29日）。2月30日在歐美地區通常是作為諷刺性日期使用，用以指代一些永不可能發生或永不可能完成的事。不過，農曆二月經常會有三十日，2月30日也曾在瑞典曆中出現過一次。

## 應用

### 农历
农历中，为了协调朔望月与回归年之间的天数，二月可能为29天或30天，因此农历二月三十较为常见。

### 瑞典历法

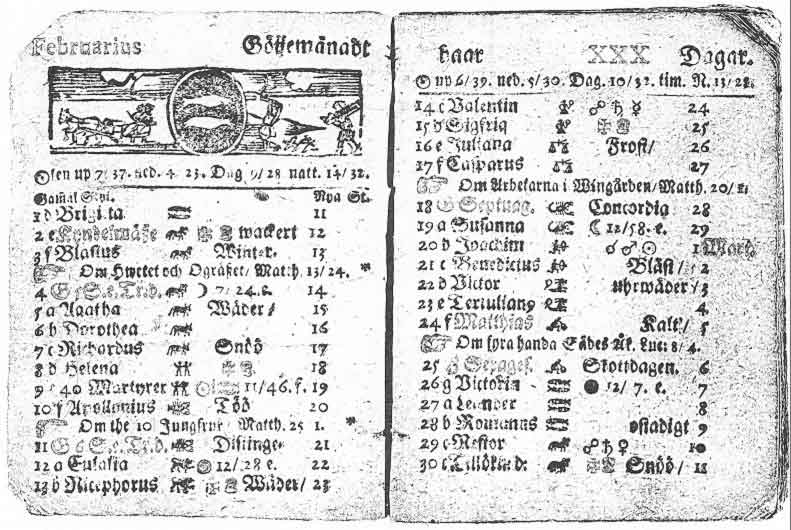
1712年2月的瑞典曆書

1712年2月30日是瑞典曆中真實存在的日子。
瑞典帝國曾计划以忽略1700年开始往後40年的閏日，而非如其他國家般忽略儒略曆中若干個連續日的方法，将历法从儒略历改成格里历，故而1700年在瑞典並非闰年。不過在同年較後時間，大北方戰爭爆發，使瑞典無暇顧及历法，結果1704年和1708年的閏日未被忽略，成為閏年。
為避免曆法混乱和錯誤，以及和芬蘭的曆法同步，瑞典在1712年恢復使用儒略曆，並在2月加入一個額外閏日，使當年2月30日成為世界上已知唯一實際上出現的公元2月30日。當日對应儒略历2月29日和格里历3月11日。
瑞典最終在1753年才将历法成功转換为格里历，而瑞典当年的3月1日緊接同年2月17日。

### 人造曆法
人造曆法中的2月也有可能有30日，例如氣候模型中的數據會被簡化為12個有含30日的月；哈德利氣候預測與研究中心全球氣候模型正是一例。

### 虛構曆法
J·R·R·托爾金的小說中所設定的架空世界「中土大陸」中，哈比人創造了夏爾曆法。根據小說《魔戒》的附錄D，該曆法一年共12個月，每月30日，另有5至6日不屬於任何月份的假日。在該曆法中，哈比人所稱的「Solmath」在翻譯為英文時被譯作「2月」，故而2月30日在故事中存在。
雷·布萊伯利的小説《世界的最後一夜》中，1951年2月30日是故事情境中世界的最後一夜。
《ToHeart2》裡面的角色露西·瑪莉亞·美空的生日是2月30日。

## 误用
在台湾，由於戶政單位疏失，曾有身份文件誤將出生日期登錄為2月30日的案例，可能為農曆二月三十而引起。中国大陆亦有类似事件发生。也有个人伪造的证件日期出现2月30日，遭执法人员发现。
內蒙古乳品業者蒙牛集团曾被曝光生产印有生产日期为2月30日的優格，並被《人民日报》旗下新聞網站人民网批评为“缺失社会责任感”。